# Фрайделе Ойшер
Фрейдл Ойшер, більш відома під зменшувальною назвою Фрейделе Ойшер (Фрейда Зейликовна Ойшер ; їд. פֿרײדעלע אױשער‎ 13 жовтня 1913, Липкани, Хотинський повіт, Бессарабська губернія — 5 січня 2004, Нью-Йорк) — актриса театру та мюзиклів на їдиші, зоряна дитина американської єврейської театральної сцени 1920-1930-х років. Одна з перших співачок, які публічно виконували канторську музику.. Матір американської актриси і коміка Мерилін Майклз і Майкла Стернберга, сестра американського актора і кантора Мойше Ойшера, а також дружина Гарольда Стернберга, артиста Бродвею і Метрополітен-опери. Протягом своєї кар'єри виступала в США, Канаді, Південній Америці та на Кубі.

## Життєпис
Фрейделе Ойшер народилася в бессарабському містечку Липкани (тепер Бричанського району Молдови) у родині кантора Зейлика Ойшера у 1913 році. Через переїзд батька до Монреаля, виховувалась у будинку діда по материнській лінії — липканського столяра Мехла (сім'я батька походила з повітового містечка Хотин). Влітку 1921 року разом з матір'ю та старшим братом Мойше поїхала до батька в Монреаль, а через два роки до Нью-Йорка і ще через деякий час до Філадельфії, де батько отримав посаду кантора. Рано почала працювати продавчинею брецелів у Філадельфії. З 13-річного віку Фрейделе почала грати в єврейському театрі на їдиші в Нью-Йорку, куди вона переїхала слідом за братом, спочатку в районі Бруклінського мосту, потім на Другу авеню мангеттенського нижнього Істсайду.
Фрейделе стала настільки популярна у підліткових ролях, що вже наприкінці 1920-х років спеціально для неї були написані та поставлені мюзикли «Маленька принцеса» (Little Princess), «Золота дівчинка» (The Golden Girl), «Весілля Фрейделе» (Fraydele's W), «Холмський кантор» (The Cantor of Chelm). У міру дорослішання вона почала грати і в традиційнішому репертуарі єврейських театрів того часу. Найвідомішою роллю Фрейделе Ойшер став класичний персонаж єврейського театру — дівчинка-підліток, що переодягалася єшиботником. У кіно подібною ж роллю через багато років прославилася Барбра Стрейзанд у кінокартині «Ентл» (Yentl, 1983) за оповіданням Іцхака Башевіса-Зінгера «Єнтл дер ешиве-бухер» (Єнта- єшиботник).
Крім роботи у театрі, у виконанні Фрейделе Ойшер вийшли грамплатівки народних пісень, театральних шлягерів та літургійних композицій. Вона однією з перших почала виступати в реформістських синагогах з програмою канторських композицій, які традиційно розраховані на чоловіче виконання, задовго до появи на конфесійній сцені жінок-канторів. Її виступи на нью-йоркському радіо WLTH вже наприкінці 1930-х років проходили під ім'ям Фрейделе ді хазнте (Канторша Фрейделе). Після переїзду до Нью-Йорка Ойшер виступала в акторській трупі Луїса Крамера в театрі «Амфіон», на радіо та в концертах.

## Родина
- Старший брат — зірка американського кінематографа на їдиші 1930-1940-х років Мойше Ойшер.
- Чоловік — Арн, або Гарольд, Штернберг (Harold Sternberg, 1909—1998) — син липканського кантора-басу Йосла Штернберга (в чиєму хорі починав кар'єру співака Мойше Ойшер) — актор театру на їдиші, в 1930-х роках виступав у бродвейських шоу Джорджа Гершвіна і протягом 40 років (з 1937 року) у нью-йоркській «Метрополітен Опера» (Metropolitan Opera) як оперний бас (basso profondo) та музичний керівник хору. Вони одружилися в 1935 році[6].
  - Донька — Мерилін Майклс ([7]; нар. 1943) — нью-йоркська комедіантка (stand-up comedienne) та імперсонаторка.
  - син Майкл Стернберг[2].

## Записи
- «Ов-hopaxaмім та ейлу-дворим» (канторські композиції з Ейбом Ельштейном на органі). Banner Records (Нью-Йорк), 1940-і роки.
- «Variety Yiddish Theatre» (театр-вар'єте на ідиші). Дванадцятидюймова довгограюча грамплатівка на 33 1/2 оборотах. Banner Records (Нью-Йорк), 1940-ті роки.
- «Ідише нешуме» (єврейська душа), довгограюча грамплатівка та компакт-диск з дочкою Мерилін Майклз. MIC Records (Нью-Йорк).
- «Great Cantorial Singers» (канторські композиції у виконанні жінок-канторів), 2 компакт-диски, Tara Records, 2005.
- «The Oysher Heritage: Moishe Oysher, Fraydele Oysher, and Marilyn Michaels» Архівовано червень 21, 2007 на сайті Wayback Machine. (Спадщина сім'ї Ойшер). Mew Productions, 2005 та SISU Home Entertainment, Нью-Йорк, 2005.